# Schwendi (Sarnen)
Schwendi (toponimo tedesco) è un quartiere di 2 849 abitanti del comune svizzero di Sarnen, nel Canton Obvaldo.

## Geografia fisica
Il territorio di Schwendi si estende tra il lago di Sarnen (469 m s.l.m.) e la vetta del Glaubenberg (1 543 m s.l.m.).

## Storia
Ha costituito una comunità di distretto di Sarnen dal 1873 fino alla loro soppressione nel 2004

## Monumenti e luoghi d'interesse
- Cappella parrocchiale cattolica di Santa Maria in località Stalden, eretta nel 1400 circa, ricostruita nel 1702-1703 e ampliata nel 1974-1976[2][3];
- Cappella cattolica di San Michele in località Wilen, eretta nel 1568[3].

## Geografia antropica
Schwendi è formato dalle frazioni di Stalden e Wilen e dalle antiche località di Forst, Ruggischwil e Geren.

## Infrastrutture e trasporti
Il passo Glaubenberg lo collega a Entlebuch, nel Canton Lucerna.